# Disney Channel (Belgio)
Disney Channel è un canale televisivo belga di proprietà della The Walt Disney Company, versione locale della rete statunitense omonima.
L'area di trasmissione si estende in Belgio e Lussemburgo.

## Storia
Disney Channel è stato lanciato nelle Fiandre il 1º novembre 2009, sotto forma di feed secondario della versione nederlandese del medesimo canale. Quest'ultima si è separata dalla versione fiamminga nel 2012.
Nel Belgio francofono la versione francese di Disney Channel è andata in onda fino al 29 giugno 2015, data in cui è stata ufficialmente sostituita da una versione locale.